# Graglia
Graglia (piemontiul: Graja) település Olaszországban, Piemont régióban, Biella megyében. Lakosainak száma 1464 fő (2023. január 1.). Graglia Camburzano, Lillianes, Muzzano, Settimo Vittone, Donato, Mongrando, Netro és Sordevolo községekkel határos.

## Népesség
A település lakossága az elmúlt években az alábbi módon változott:
| Lakosok száma | 1531 | 1511 | 1464 |
|               | 2017 | 2018 | 2023 |